# Pernille Rygg
Pernille A. Rønneberg Rygg (* 10. Juni 1963 in Oslo) ist eine norwegische Schriftstellerin und Übersetzerin.

## Leben
Rygg, Tochter der norwegischen Schriftstellerin und Schauspielerin Maja Lise Rønneberg, studierte Geschichte und Ethnologie an der Universität Oslo. Sie arbeitete acht Jahre als Kulissenmalerin für Filmproduktionsgesellschaften und für den norwegischen Rundfunk. 1995 debütierte sie mit dem Kriminalroman Sommerfugleffekten, der 2002 unter dem Titel Der Schmetterlingseffekt in deutscher Sprache erschien. Er fand nationale wie internationale Anerkennung und wurde in zahlreiche Sprachen übersetzt. 1998 folgte der Roman Der Liebesentzug über Probleme, Entbehrungen und Liebe einer lesbischen Frau. 2000 erschien der für den Brageprisen nominierte Kriminalroman mit dem Titel Der goldene Schnitt. In seinem Mittelpunkt steht wie im Erstlingswerk die Protagonistin und Psychologin Igi Heitmann.
Rygg wohnt in Oslo und ist mit der norwegischen Fernsehmoderatorin Christine Koht verheiratet.

## Werke

### Bibliographie
- Der Schmetterlingseffekt (Originaltitel: Sommerfugleffekten, ISBN 978-3-442-73007-0, 1995)
- Der Liebesentzug (Originaltitel: Hundehjerte, ISBN 978-3-442-72601-1, 1998)
- Der goldene Schnitt (Originaltitel: Det gyldne snitt, ISBN 978-3-442-72815-2, 2000)

### Filmographie
- Himmelplaneten (1989)
- Fugleelskerne (1989)
- Gagarin – en romfartsopera (1991)